# デイヴィッド・カーネギー (第2代ノースエスク伯爵)
第2代ノースエスク伯爵デイヴィッド・カーネギー（英語: David Carnegie, 2nd Earl of Northesk、1623年以前 – 1679年12月12日）は、スコットランド貴族。

## 生涯
初代ノースエスク伯爵ジョン・カーネギーとマグダレーン・ハリバートン（Magdalen Haliburton）の長男として生まれた。
1637年10月19日または1638年1月12日にジーン・モール（Jean Maule、1685年11月没、初代パンミュア伯爵パトリック・モールの娘）と結婚、5男2女を儲けた。
- デイヴィッド（1643年 – 1688年） - 第3代ノースエスク伯爵
- ジーン（Jean、1645年頃 – 1679年） - 第3代バルカレス伯爵コリン・リンジー（英語版）と結婚
- ジェームズ（1707年3月10日没） - 1674年2月10日、アンナ・メイトランド（Anna Maitland、1694年9月3日没、ロバート・メイトランドの娘）と結婚、子供あり
- パトリック（1723年12月7日没） - 1682年10月30日、マージョリー・スレイプランド（Marjory Threipland、サー・パトリック・スレイプランドの娘）と結婚、8男3女を儲けた。1702年5月27日、マーガレット・ステュアート（Margaret Stewart）と再婚、6男3女を儲けた。第15代ノースエスク伯爵パトリック・カーネギー（英語版）の先祖にあたる
- アレクサンダー - アン・ブレア（Anne Blair、サー・ウィリアム・ブレアの娘）と結婚、子供あり。マーガレット・ネアーン（Margaret Nairne、ジョン・ネアーンの娘）と再婚、子供あり
- ロバート - 早世
- マグダレーン - ジョン・ムーディー（John Moodie）と結婚、子供あり

1667年1月8日に父が死去すると、ノースエスク伯爵の爵位を継承した。
1679年12月12日に死去、長男デイヴィッドが爵位を継承した。